# 阿莫斯 (加利福尼亞州)
阿莫斯（英語：Amos）是位於美國加利福尼亞州因皮里爾縣的一個非建制地區。該地的面積和人口皆未知。

## 地理
阿莫斯的座標為33°07′05″N 115°15′21″W / 33.11806°N 115.25583°W，而該地的平均海拔高度為80米（即262英尺）。